# Frankrike i olympiska vinterspelen 1984
Frankrike deltog med 32 deltagare vid de olympiska vinterspelen 1984 i Sarajevo. Totalt vann de en silvermedalj och två bronsmedaljer.

## Medaljer

### Silver
- Perrine Pelen - Alpin skidåkning, Slalom.

### Brons
- Perrine Pelen - Alpin skidåkning, Storslalom.
- Didier Bouvet - Alpin skidåkning, Slalom.